# Мєшкова Валентина Львівна
Мєшкова Валентина Львівна (нар. 7 жовтня 1952 року) — український ентомолог в галузі лісівництва, доктор сільськогосподарських наук, професор Харківського національного аграрного університету імені В. В. Докучаєва, завідувач лабораторії захисту лісу Українського науково-дослідного інституту лісового господарства та агролісомеліорації ім. Г. М. Висоцького. Академік Лісівничої академії наук України (ЛАНУ), член Президії.

## Біографія
Народилася 7 жовтня 1952 року. У 1974 році закінчила біологічний факультет Харківського державного університету імені О. М. Горького за спеціальністю «зоологія», кваліфікація — «Біолог, викладач біології і хімії». Навчаючись на останньому курсі університету в 1973 році Мєшкова В. Л. почала працювати лаборантом у відділі захисту лісу Українського науково-дослідного інституту лісового господарства та агролісомеліорації. В 1974 році, після закінчення університету працювала вчителькою в школі міста Люботин Харківської області за призначенням. У тому ж році вступила до аспірантури УкрНДІЛГА. Від 1977 року працює молодшим науковим співробітник лабораторії захисту лісу. У 1981 році захистила кандидатську дисертацію на тему рос. «Воздействие вирусного препарата вирин-энш на популяцию непарного шелкопряда в Нижнем Приднепровье» за спеціальністю 03.00.09 — ентомологія у Всесоюзному інституті захисту рослин (Ленінград). У 1987 році присвоєне вчене звання старшого наукового співробітника в УкрНДІЛГА, з 1994 року — провідний науковий співробітник. У 2003 році в Національному аграрному університеті (Київ) захистила докторську дисертацію на тему «Екологічні основи прогнозування масових розмножень основних видів комах-хвоєлистогризів лісових насаджень України» за спеціальністю 16.00.10 — ентомологія. У 2004 році обійняла посаду першого заступника директора УкрНДІЛГА, з 2011 року завідувач лабораторії захисту лісу. З 2004 року професор кафедри зоології та ентомології Харківського національного аграрного університету імені В. В. Докучаєва за сумісництвом (з 2011 р. має диплом професора). Науковий стаж становить 44 роки.
З 2021 року по теперішній час за сумісництвом працює професором кафедри зоології, ентомології, фітопатології, інтегрованого захисту і карантину рослин ім. Б. М. Литвинова Державного біотехнологічного університету.
За сумісництвом працює професором кафедри зоології та ентомології Харківського національного аграрного університету імені В. В. Докучаєва, готує фахівців за напрямом «Захист рослин». Викладає навчальні дисципліни: «методологічні основи прогнозування в захисті рослин», «управління популяціями», «географія комах». Педагогічний стаж роботи становить 14 років.
Від 1998 року керівник аспірантури, під її наставництвом захищено 11 кандидатських дисертацій: Омар Аль-Бадарат, К. В. Давиденко, О. В. Антюхова, О. М. Кукіна, І. М. Мікуліна, М. С. Колєнкіна, Ю. Є. Скрильник, І. М. Соколова, І. О. Бобров, А. І. Кочетова, М. М. Діденко. Член спеціалізованих вчених рад:
- К 64.803.02 при Харківському національному аграрному університеті за спеціальністю 16.00.10 — ентомологія.
- К 64.828.01 при Українському науково-дослідному інституті лісового господарства та агролісомеліорації за спеціальністю 06.03.01 — лісові культури і фітомеліорація.

Мєшкова Валентина Львівна вільно володіє українською, російською та англійською мовами.

## Наукові праці
Мєшковою вперше в Україні проведено випробування вірусного ентомологічного препарату вірін-енш і виявлено закономірності поширення вірусного захворювання в популяціях лісових комах. Обґрунтовано фенологічну теорію динаміки чисельності. Побудовано схему стратегічного, тактичного й оперативного прогнозування масових розмножень, вдосконалено методи обліку та прогнозування шкідливих комах. Розробки Мєшкової включені у важливі нормативні документи, що регламентують господарську діяльність у лісах України, зокрема у «Санітарні правила в лісах України» (1995).
Основні наукові напрями досліджень:
- лісова ентомологія (фенологія, поширення та динаміка популяцій комах-шкідників, їх ентомофагів, методи нагляду, обліку, прогнозування);
- взаємний вплив комах і збудників хвороб на стан деревних рослин;
- технологія лісозахисту (випробування хімічних і мікробіологічних препаратів для захисту лісу);
- вивчення можливих наслідків глобальної зміни клімату на поширення та шкідливість лісових комах.
- лісовідновлення на згарищах.

Науковий доробок Мєшкової В. Л. становлять понад 450 наукових, 50 науково-популярних статей, 7 монографій:
1. Мєшкова В. Л. Історія і географія масових розмножень комах-хвоєлистогризів. — Харків: Майдан, 2002. — 244 с.
2. (рос.) Мешкова В. Л. Сезонное развитие хвоелистогрызущих насекомых / Мешкова В. Л. — Х.: Новое слово, 2009. — 396 с.
3. Сільськогосподарська екологія: Навч. посіб. для ВНЗ / За. ред. В. О. Головка, А. З. Злотіна, В. Л. Мєшкової. — Х.: Еспада, 2009. — 624 с.
4. (рос.) Антюхова О. В., Мешкова В. Л. Фитофаги декоративных древесно-кустарниковых пород в Приднестровье. — Тирасполь, 2011. — 204 с.

Автором і співавтор рекомендацій і настанов:
5. Мєшкова  В. Л., Колєнкіна М. С. Масові розмноження соснових пильщиків у насадженнях Луганської області: Монографія. — Х.: Планета-Прінт, 2016. — 180 с.
6. Мєшкова В. Л., Соколова І. М. Стовбурові шкідники незімкнених соснових культур у придонецьких борах: Монографія. — Х.: Планета-Прінт, 2017. — 160 с., 6 с. іл.
7. Мєшкова В. Л., Бобров І. О. Сосновий підкоровий клоп у насадженнях Новгород-Сіверського Полісся: : Монографія. — Х.: Планета-Прінт, 2018. — 182 с.,
- 1996 — Методичні вказівки з державного випробування хімічних, мікробіологічних інсектицидів і фунгіцидів у лісовому господарстві;
- 1997 — Методика оцінки ефективності виробничого застосування вірусних інсектицидів;
- 1997 — Інструкція з застосування аерозольної технології для захисту лісу від хвоєлистогризучих шкідників з використанням генераторів регульованої дисперсності ГАРД-МН;
- 2008 — Рекомендації з ведення лісового господарства в умовах радіоактивного забруднення;
- 2008 — Настани з ведення господарства в Нижньодніпровських лісах;
- 2008 — Рекомендації щодо комплексного захисту лісових культур від комах-шкідників коріння;
- 2008 — Рекомендації з обстеження соснових культур на заселеність шкідливими комахами.
- 2011 — Методичні рекомендації щодо обстеження осередків стовбурових шкідників лісу
- 2014  — «Нормативи кількісних показників впливу шкідливих комах на стан дерев сосни і дуба в деревостанах рівнинної частини та гірського Криму (стан крон, приріст і відпад)»
- 2014  — «Рекомендації щодо визначення якісного та кількісного впливу шкідливих комах і збудників хвороб на стан лісових культур, створюваних на великих згарищах»
- 2017  — Тимчасові рекомендації щодо проведення першочергових заходів у соснових лісах, пошкоджених короїдами/

Під керівництвом Мєшкової В. Л. виконувалися державні теми в УкрНДІЛГА:
- 1986—1990 — ДР 011860089838 «Розробка інформаційно-пошукової системи з використанням ЕОМ для аналізу стану популяцій і прогнозування чисельності листогризучих шкідників лісу»;
- 1991—1995 — ДР 0193U009690 «Моніторинг лісових екосистем України» (виконавець);
- 1996—1999 — ДР 0194U012789 «Вивчення причин масового всихання лісів. Обґрунтування засобів підвищення їх стійкості».(виконавець)
- 1996—1998 — ДР 0196U018783 «Розробка системи лісопатологічного обстеження та технологія застосування нових препаратів для захисту лісу від шкідників та хвороб»;
- 1999—2000 — ДР 0199U002601 «Розробка методики прогнозування спалахів хвоєгризучих шкідників лісу»;
- 2001—2004 — ДР 0101U005116 «Дослідження впливу еколого-біологічних факторів на пошкодження комахами соснових культур і розробка заходів щодо їх захисту та підвищення стійкості до ентомошкідників»;
- 2005—2009 — ДР 0105U002986 «Дослідження впливу лісогосподарської діяльності на поширення осередків стовбурових шкідників лісу»;
- 2010 —2014 — ДР 0110U001924 «Визначення якісних та кількісних показників впливу шкідливих комах на стан крон, приріст і відпад дерев сосни і дуба в деревостанах рівнинної частини України та гірського Криму».
- 2015—2019 — 0115U001203 «РОЗРОБИТИ ІНТЕГРОВАНУ СИСТЕМУ НАГЛЯДУ, ОБЛІКУ ТА ПРОГНОЗУВАННЯ ШКІДНИКІВ І ХВОРОБ ЛІСУ ДЛЯ РІВНИННОЇ ЧАСТИНИ УКРАЇНИ»

Як член робочої групи Міжнародної спілки лісових дослідницьких організацій (IUFRO) «Методологія нагляду за комахами і хворобами лісу в Центральній Європі» була виконавцем англ. «International Program IUFRO-SPDC Carpathians Project. Part: Bark Beetles» у 1998—2000 роках.
Є учасником проектів COST (Європейської кооперації в галузі науки та техніки) DIAROD — Determining Invasiveness And Risk Of Dothistroma (Визначення інвазійності та ризику поширення дотістроми)та FRAXBACK «Всихання Fraxinus у Європі: розробка порадників і стратегії невиснажливого ведення лісового господарства».
Є членом Постійної комісії із захисту лісу Східно-Палеарктичної секції Міжнародної організації біологічного захисту рослин (МОББ, IOBC). Щорічно бере участь у міжнародних конференціях у різних країнах Європи, має понад 40 публікацій англійською мовою.

## Громадська робота
Мєшкова Валентина Львівна голова редколегії «Вісті Харківського ентомологічного товариства»; член редколегій фахових видань: «Лісівництво і агролісомеліорація», «Вісник Харківського національного аграрного університету ім. В. В. Докучаєва» серія Фітопатологія та ентомологія, «Лісовий журнал», «Український ентомологічний журнал».
Керівник лісогосподарської секції Харківського відділення Малої академії наук України. Читає лекції для фахівців із захисту лісу в Українському центрі підготовки, перепідготовки та підвищення кваліфікації кадрів лісового господарства (Боярка), постійно надає консультації лісівникам з питань захисту лісу.
Часто Валентина Львівна виступає на місцевому телебаченні, дає інтерв'ю засобам масової інформації з питань захисту лісу та зелених насаджень міст від шкідників і хвороб, регулярно розміщує матеріали з цієї тематики в мережі Інтернет.

## Нагороди
За значні здобутки у науковій діяльності Мєшкову нагороджено:
- 2002 — іменний годинник Державного комітету лісового господарства України;
- 2007 — нагрудний знак «Відмінник лісового господарства України»;
- 2010 — подяка Голови Державного комітету лісового господарства;
- 2012 — подяка Голови Державного агентства лісових ресурсів.